# LMA國際股份
LMA國際股份有限公司，簡稱LMA國際股份，以及LMA國際（英語：LMA International N.V.，SGX：L24），在1981年由Archie Brain博士創立，總部位於英國倫敦，以及荷蘭。
業務生產及銷售各種醫療設備產品，地區包括北美洲、英國、歐洲、新加坡，以及中國，現時董事會主席Trevor Swete，以及總裁William Crothers。股份在2005年3月18日於新加坡交易所主板上市，也是首家在英國和荷蘭總部在新加坡上市公司。招股價為0.95坡元，發行新股為282,272,000股，集資額268,158,400坡元。

## 連結
- LMACo.com （页面存档备份，存于）